# Francis Van Buyten
Francis (Franz) Van Buyten (31 augustus 1938) is een gewezen Belgisch professioneel worstelaar. Hij was actief van de jaren 60 tot de jaren 90 en behoorde tot de Europese top.
Van Buyten is de vader van voetballers Alain en Daniel Van Buyten.

## Biografie
Francis Van Buyten begon in de jaren 60 aan een carrière als catcher. Met zijn afgetraind lichaam en potloodsnorretje was hij wereldwijd een opvallende verschijning in de ring. Van Buyten nam in de loop der jaren verscheidene pseudoniemen aan. Zo was hij bekend als onder meer Franz Van Buyten, Ivan Buyten en Captain Davies.
In 1975 belandde Van Buyten tijdens een kamp uit de ring. Hij kwam op zijn nek terecht en was volledig verlamd. De kans dat hij zou herstellen, werd laag ingeschat. Hij was lange tijd invalide, maar keerde toch terug als catcher. Van Buyten zette pas in de jaren 90 een punt achter zijn carrière.
In maart 2009 kreeg Van Buyten een beroerte. Hij raakte verlamd aan zijn rechterzijde en verloor tijdelijk zijn spraakvermogen.
Tijdens een tournee in Duitsland leerde hij zijn latere echtgenote Renate kennen.